# 에이미 라이언
에이미 라이언(Amy Ryan, 1969년 11월 30일 ~ )은 미국의 배우이다. 2023년까지 아카데미상과 토니상에 두 번씩 후보에 올랐다.

## 출연 작품

### 영화
- 유 캔 카운트 온 미 (2000)
- 우주 전쟁 (2005)
- 카포티 (2005)
- 가라, 아이야, 가라 (2007)
- 악마가 너의 죽음을 알기 전에 (2007)
- 댄 인 러브 (2007)
- 체인질링 (2008)
- 그린 존 (2010)
- 우리가 사랑한 시간 (2013)
- 이스케이프 플랜 (2013)
- 데빌스 노트 (2013)
- 버드맨 (2014)
- 라우더 댄 밤즈 (2015)
- 구스범스 (2015)
- 스파이 브릿지 (2015)
- 센트럴 인텔리전스 (2016) - 패멀라 역
- 인필트레이터: 잠입자들 (2016)
- 몬스터 트럭 (2016) - 목소리
- 뷰티풀 보이 (2018) - 비키 셰프 역
- 나는 5년 전 죽은 남자의 아이를 임신했다 (2019)
- 워스 (2020) - 커밀 바이로스 역
- 사라진 소녀들 (2019) - 마리 길버트 역
- 보 이즈 어프레이드 (2023)
- 울프스 (2024)